# Систерсвил (Орегон)
Систерсвил (енгл. Sisters) град је у америчкој савезној држави Орегон.

## Демографија
По попису из 2010. године број становника је 2.038, што је 1.079 (112,5%) становника више него 2000. године.
| Група             | 2000.       | 2010.         |
| Белци             | 893 (93,1%) | 1.827 (89,6%) |
| Афроамериканци    | 0 (0,0%)    | 0 (0,0%)      |
| Азијати           | 4 (0,4%)    | 14 (0,7%)     |
| Хиспаноамериканци | 44 (4,6%)   | 145 (7,1%)    |
| Укупно            | 959         | 2.038         |